# Thrillington
| Recensione    | Giudizio      |
| ------------- | ------------- |
| AllMusic      | [ 2 ]         |
| MusicHound    | [ 3 ]         |
| Rolling Stone | (sfavorevole) |
| Ondarock      | [ 5 ]         |

Thrillington è il quarto album di Paul McCartney, il terzo da solista e in studio. È anche l'unico strumentale, pubblicato sotto lo pseudonimo di « Percy "Thrills" Thrillington » nel 1977.

## Il disco
L'album contiene una rivisitazione orchestrale dell'intero album Ram, registrato nel giugno 1971 sotto la supervisione di Paul McCartney. Con Tony Clark come fonico, il progetto fu curato da Richard Hewson. Passato inizialmente inosservato, per via della mancanza di espliciti riferimenti al suo autore, Thrillington è diventato col tempo un pregiato pezzo da collezione, ed è ormai considerato dai critici parte integrante della discografia di Paul McCartney.

### Origine e storia
Prima ancora dell'effettiva pubblicazione di Ram, McCartney aveva deciso di far uscire una versione orchestrale dello stesso album ma sotto pseudonimo e senza promozione alcuna. Egli era molto orgoglioso del materiale e commissionò quindi le sessioni di quello che sarebbe diventato Thrillington all'arrangiatore Richard Hewson. Le sedute di registrazione si tennero presso gli Abbey Road Studios tra il 15 e il 17 giugno 1971 e vi presero parte, oltre a Hewson e McCartney in qualità di produttore: Tony Clark e Alan Parsons (fonici), Herbie Flowers (basso), Clem Cattini (batteria), Vic Flick (chitarra), Steve Gray (pianoforte), Roger Coulan (organo), Chris Karan e Jim Lawless (percussioni), i Dolmetsch (flauti diritti), e membri di Mike Sammes Singers e di Swingle Singers (cori).
Il progetto venne però accantonato e ripreso in mano da Paul solo anni dopo.

### Pubblicazione
Sei anni dopo, in preparazione alla pubblicazione di Thrillington, McCartney inventò il personaggio fittizio di Percy Thrillington, e fece uscire anche alcuni annunci su giornali musicali britannici annunciando il debutto di Thrillington così da ingenerare curiosità ed interesse nel pubblico.
Pubblicato nell'aprile 1977, nel disco il nome di McCartney è menzionato solo nelle note come amico di Percy. Thrillington fu praticamente ignorato alla sua uscita anche se venne recensito dalla rivista Rolling Stone. Fu ampiamente riconosciuto come un progetto di Paul McCartney sotto pseudonimo e l'album divenne un oggetto per i collezionisti. Alla fine McCartney ammise il suo ruolo al giornalista Peter Palmiere durante una conferenza stampa a Los Angeles il 27 novembre 1989 durante la sua tournée mondiale: "Che grande domanda per finire una conferenza. Il mondo deve sapere! Ma, seriamente, eravamo io e Linda – e abbiamo mantenuto il segreto per molto tempo ma ora il mondo lo sa! – L'hai scoperto!"
Nel 1990 Paul McCartney confessò inoltre a Palmiere, tramite una richiesta d'autografo, di essere anche Clint Harrigan – il compilatore delle note di Thrillington. La prima persona a rivelare l'identità di Clint Harrigan era stato John Lennon, che lo scrisse durante una celebre lettera attacco a McCartney pubblicata sul New Musical Express nel 1972: McCartney, infatti, aveva usato lo pseudonimo per compilare le note di Wild Life. In occasione della ristampa del disco nel 2018, il curatore del progetto originale, Richard Hewson, dichiarò che se McCartney all'epoca avesse pubblicato l'album a suo nome, avrebbe sicuramente venduto di più.

## Tracce
Tutti i brani sono opera di Paul McCartney.
Secondo compositore: Linda McCartney (brani A4, A5, B1, B2, B3 e B4).

### Lato A
1. Too Many People – 4:29
2. 3 Legs – 3:41
3. Ram On – 2:49
4. Dear Boy – 2:50
5. Uncle Albert/Admiral Halsey – 4:56
6. Smile Away – 4:39

### Lato B
1. Heart Of The Country – 2:26
2. Monkberry Moon Delight – 4:36
3. Eat At Home – 3:27
4. Long Haired Lady – 5:44
5. The Back Seat Of My Car – 4:51

## Formazione
- Herbie Flowers - basso
- Clem Cattini - batteria
- Vic Flick - chitarra
- Roger Coulan - organo Hammond
- Steve Gray - pianoforte
- Jim Lawless - percussioni
- Chris Karan - percussioni
- Mike Sammes Singers - cori
- Swingle Singers - cori
- Richard Hewson - arrangiamenti orchestrali
- Paul McCartney - produzione

## Ristampa
Thrillington è stato ristampato in formato CD nel 1995 e nel 2004. In entrambe le occasioni, la ristampa non venne accompagnata da una versione in vinile.
Il 21 maggio 2012 Thrillington è stato nuovamente ristampato come parte della deluxe edition di Ram. In coincidenza con questa ristampa, McCartney creò un account Twitter a nome Thrillington, postando messaggi nello stile degli annunci giornalistici originali dell'epoca della prima pubblicazione dell'opera. Il 18 maggio 2018, l'album è stato ristampato in CD, vinile, e vinile colorato in edizione limitata.